# Ostřice doubravní
Ostřice doubravní (Carex fritschii) je druh jednoděložné rostliny z čeledi šáchorovité (Cyperaceae). Někdy je udávána pod názvem ostřice Fritschova.

## Popis
Jedná se o rostlinu dosahující výšky nejčastěji 20–65 cm. Je vytrvalá a tvoří řídké kruhovité trsy. Listy jsou střídavé, přisedlé, s listovými pochvami. Lodyha je tupě trojhranná, nahoře trochu drsná, kretší než listy. Čepele jsou asi 2–4 mm široké, světle zelené. Bazální pochvy jsou nachově hnědé, vláknitě rozpadavé. Ostřice doubravní patří mezi různoklasé ostřice, nahoře jsou klásky čistě samčí, dole čistě samičí. Samčí klásek bývá pouze jeden, samičí jsou většinou dva. Dolní listen je nejvýše s krátku čepelí nepřesahující dolní klásek. Okvětí chybí. V samčích květech jsou zpravidla 3 tyčinky. Čnělky jsou většinou 3. Plodem je mošnička, která je asi 3–3,5 mm dlouhá, široce obvejčitá s klínovitou bází, pýřitá až olysalá, zobánek krátký, vykrojený. Každá mošnička je podepřená plevou, která je nachově hnědá se žlutým kýlem a s úzkým bílým lemem, na vrcholu s osinkou. Kvete nejčastěji v dubnu až v květnu. Počet chromozómů: 2n = 30.

## Rozšíření
Ostřice doubravní roste ve střední a jihovýchodní Evropě. Roste ve střední a jihovýchodní Evropě, ve Francii, v Itálii, ve Švýcarech, v Německu, v Rakousích, na Moravě, na Slovensku, v Maďarsku, v zemích bývalé Jugoslávie.

### Rozšíření v Česku
V ČR roste pouze na jižní Moravě, hlavně v lese Dúbrava u Hodonína a v Bořím lese u Valtic. Vyskytuje se hlavně v doubravách na písku, ve zvláštním společenstvu as. Carici fritschii-Quercetum.